# Crypturellus noctivagus
El tinamú patigualdo o inambú de patas amarillas (Crypturellus noctivagus) es una especie de ave tinamiforme de la familia Tinamidae que vive en el este de Brasil. Sus poblaciones están en declive por causa de las actividades humanas, por eso está catalogado como especie casi amenazada por la UICN.

## Descripción
El tinamú patigualdo mide entre 28 y 31 cm de largo. Sus partes superiores son grises, con la parte inferior de la espalda y alas listadas en negro. Su cuello y parte superior del pecho son grisáceas y la parte inferior del pecho pardo rojiza, y su vientre blanquecino. Su píleo es negruzco y tiene una lista superciliar crema. Esta lista es más ancha y marcada en la subespecie zabele, que además es de tonos más claros, tiene la garganta más blanquecina (menos rojiza) y las patas de un color amarillo más intenso que la subespecie nominal.

## Subespecies y distribución

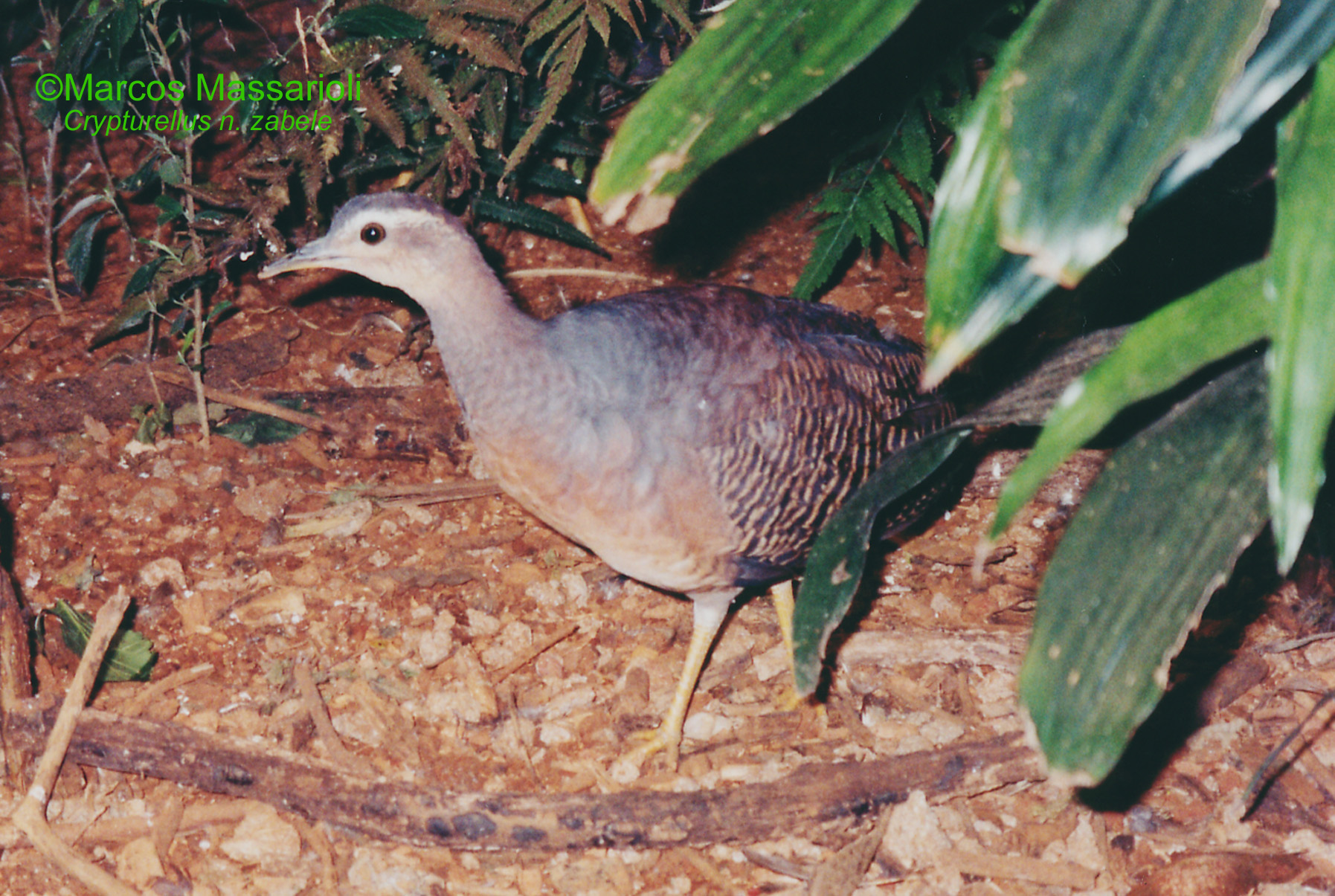
Crypturellus n. zabele.

Se han descrito dos subespecies de tinamú patigualdo:
- C. n. noctivagus, la raza nominal, que se encuentra en el sureste de Brasil: Minas Gerais (área del río Doce), sur de Bahía, Espírito Santo, Río de Janeiro, São Paulo, Paraná, Santa Catarina y Río Grande del Sur.[7][5]
- C. n. zabele se encuentra en el noreste de Brasil: Norte de Minas Gerais y Bahía hasta Paraíba y Piauí.[5][8]

## Hábitat
Su hábitat preferido es la selva húmeda, pero la subespecie zabele también se encuentra en bosques más secos, como la sabana arbolada y la Caatinga. Se encuentra hasta los 700 m de altitud.

## Comportamiento
Como otros tinamús el patiamarillo como frutos del suelo o en los arbustos bajos. Además se alimenta de una gran variedad de invertebrados, brotes de flores, hojas tiernas, semillas y raíces. El macho incuba los huevos, que pueden proceder de hasta 4 hembras diferentes, y los cría hasta que son capaces de valerse por sí mismos, generalmente a las 2–3 semanas. Sitúan su nido en el suelo entre la vegetación densa.

## Conservación
El tinamú patigualdo padece una amplia y continua destrucción de su hábitat natural y la presión de los cazadores. En general, aunque sus poblaciones descienden no se encuentra en estado crítico por lo que la UICN lo cataloga como especie casi amenazada. Ocupa un área de distribución de 1.470.000 km². En algunas partes de su área de distribución han desaparecido o no existen registros recientes, habiendo sido erradicados de Río de Janeiro.